# The Grinding Wheel
| 전문가 평가      | 전문가 평가 |
| 평가 점수        | 평가 점수   |
| 출처             | 점수        |
| ---------------- | ----------- |
| AllMusic         | 4/별        |
| Blabbermouth.net | 9.5/10      |
| KNAC             | 4.6/5       |
| Rock Hard        | 8.5/10      |
| Terrorizer       | 8/10        |

《The Grinding Wheel》은 2017년 2월 10일에 발매된 미국의 스래시 메탈 밴드 오버킬의 열여덟 번째 스튜디오 음반이다. 발매 직후 밴드를 탈퇴하고 음반 투어와 후속작인 《The Wings of War》 (2019년)를 위해 제이슨 비트너(섀도우즈 폴, 이전 플로샘 앤 젯샘)로 교체된 드러머 론 립니키가 함께한 마지막 오버킬 음반이다.

## 제작
보컬리스트 바비 엘스워스는 음반의 스타일에 대해 다음과 같이 말했다.
"결국 오버킬은 오버킬입니다. 우리의 트레이드마크는 우리가 모든 발매에서 항상 인정받는다는 것입니다. 지난 30년 동안 우리는 항상 오버킬에 있었습니다. 그래서 그것은 메탈 음반이고 항상 그렇듯이 그것도 약간의 멜로디와 함께 일종의 강렬한 느낌을 가질 것입니다. 항상 더 좋게 만들려고 노력하거나 적어도 더 나아질 것이라고 마음 속에 생각하는 것이 가장 좋습니다. 그것이 도전이 됩니다. 저는 그것이 그 밴드를 계속 굴러가게 하는 것이라고 생각합니다. 많은 밴드들이 그들이 해낸 일로 유명하지만, 저는 여러분이 어디에 있고 여러분이 하고 있는 일이 진정한 가치가 있는 곳이라고 생각합니다. 저는 우리가 지난 몇 장의 음반에서 그것을 성취했다고 생각합니다."
음반의 제목은 2016년 8월 《얼터너티브 네이션》과의 인터뷰에서  11월 발매 예정일과 함께 공개되었다. 원래 2016년 10월에 발매될 예정이었으나, 밴드의 나일과의 미국 투어에 맞춰 음반 발매일이 2017년 2월로 연기되었다. 2016년 11월 16일, 《The Grinding Wheel》이 2017년 2월 10일에 발매될 것이라고 발표되었고, 같은 날 그의 예술 작품과 트랙 목록이 공개되었다.

## 상업적 성과
《The Grinding Wheel》은 빌보드 200에서 69위로 데뷔하여 오버킬의 경력 중 두 번째로 높은 자리를 차지했다(전작인 《White Devil Armory》)는 31위를 차지했다).

## 곡 목록
모든 곡들은 D.D. 버니와 바비 엘스워스에 의해 작사/작곡하였다.
| #   | 제목                             | 재생 시간 |
| --- | -------------------------------- | --------- |
| 1.  | 〈Mean, Green, Killing Machine〉 | 7:29      |
| 2.  | 〈Goddamn Trouble〉              | 6:21      |
| 3.  | 〈Our Finest Hour〉              | 5:49      |
| 4.  | 〈Shine On〉                     | 6:03      |
| 5.  | 〈The Long Road〉                | 6:45      |
| 6.  | 〈Let's All Go to Hades〉        | 4:55      |
| 7.  | 〈Come Heavy〉                   | 4:59      |
| 8.  | 〈Red, White and Blue〉          | 5:05      |
| 9.  | 〈The Wheel〉                    | 4:51      |
| 10. | 〈The Grinding Wheel〉           | 7:55      |